# Telemnar
En el universo imaginario de J. R. R. Tolkien y en los apéndices de la novela El Señor de los Anillos, Telemnar fue el vigésimo sexto Rey de Gondor. 
Nacido en el año 1516 de la Tercera Edad del Sol, es hijo de Minardil y sucedió a su padre en el año 1634 T. E.
Preparó una gran flota para atacar a Umbar, vengar la muerte de su padre y poner fin al reinado de los Corsarios de Umbar. Pero la Gran Plaga de 1636 T. E., impidió que realizara sus objetivos; Telemnar y todos sus hijos perecieron víctimas de esta. Fue sucedido por su sobrino Tarondor.